# Тёмная половина (фильм)
«Тёмная половина» (англ. The Dark Half) — американский художественный фильм, поставленный режиссёром Джорджем Ромеро по одноимённому роману Стивена Кинга. Премьера фильма состоялась 23 апреля 1993 года.

## Сюжет
Житель городка Касл-Рок Тад Бомонт преподаёт в университете и тайно пишет жестокие триллеры под псевдонимом Джордж Старк. Один из жителей Нью-Йорка, узнав тайну преподавателя, пытается шантажировать Тада, однако он и его жена Лиз решают сами открыть тайну. В связи с этим были даже организованы похороны псевдонима.
Однако герой романов Бомонта оказывается не просто вымышленным персонажем, а второй стороной личности Тада. Кроме того выясняется, что определённое отношение к этой второй стороне личности Тада имеет его брат-близнец, который умер в утробе матери и останки которого были удалены из тела Тада в детстве. Оживший герой начинает жить своей жизнью и убивать окружение Бомонта.

## В ролях
- Тимоти Хаттон — Тад Бомонт/Джордж Старк
- Эми Мэдиган — Лиз, жена Тада
- Майкл Рукер — Шериф Аллан Пэнгборн